# (8887) Scheeres
(8887) Scheeres es un asteroide perteneciente al cinturón de asteroides, región del sistema solar que se encuentra entre las órbitas de Marte y Júpiter.
Fue descubierto el 9 de junio de 1994 por Eleanor F. Helin  desde el Observatorio Palomar.

## Designación y nombre
Designado provisionalmente como 1994 LK1, fue nombrado en honor a Daniel J. Scheeres (nacido en 1963), actualmente en el Departamento de Ingeniería Aeroespacial y Mecánica de Ingeniería en la Universidad Estatal de Iowa. Scheeres ha sido pionero en la investigación de la dinámica de las órbitas cercanas a planetas menores pequeños y de forma irregular. Su investigación ha incluido estudios de la evolución a corto plazo y la estabilidad a largo plazo de las órbitas alrededor de modelos derivados de radar de (4179) Toutatis y (4769) Castalia. Su trabajo tiene implicaciones de largo alcance para el funcionamiento de naves espaciales que orbitan planetas menores, para la cosmogonía de los satélites de planetas menores y para comprender la distribución de eyecciones de impacto que no escapan sobre cuerpos pequeños.

## Características orbitales
Scheeres está situado a una distancia media del Sol de 2,566 ua, pudiendo alejarse hasta 2,896 ua y acercarse hasta 2,235 ua. Su excentricidad es 0,129 y la inclinación orbital 15,901 grados. Emplea 1500,97 días en completar una órbita alrededor del Sol.
Pertenece a la familia de asteroides de (170) Maria.

## Características físicas
La magnitud absoluta de Scheeres es 12,92. Tiene 7,814 km de diámetro y su albedo se estima en 0,187.